# 豐原客運
豐原汽車客運股份有限公司（英語：Fengyuan Bus Transportation Co., Ltd.），簡稱豐原客運、豐客，是一家巴士客運服務提供業者。該公司成立於1945年10月22日，其總部現位於臺中市豐原區豐原客運豐原站。主要行駛臺中市公車。
該公司所提供之服務曾與臺鐵東勢線同為臺中山區地帶對外主要公共交通管道，並在東勢線停駛後全面接掌相關服務
目前豐原客運營運臺中市公車路線數為73條，是17家臺中市公車客運業者中最多條的。主要分佈於市區外圍的豐原、海線、山線及屯區地區
目前該公司使用的日野汽車及三菱汽車均由鉅巃車體所打造，最常見的申沃客車則是由唐榮車體所打造。

## 照片集錦

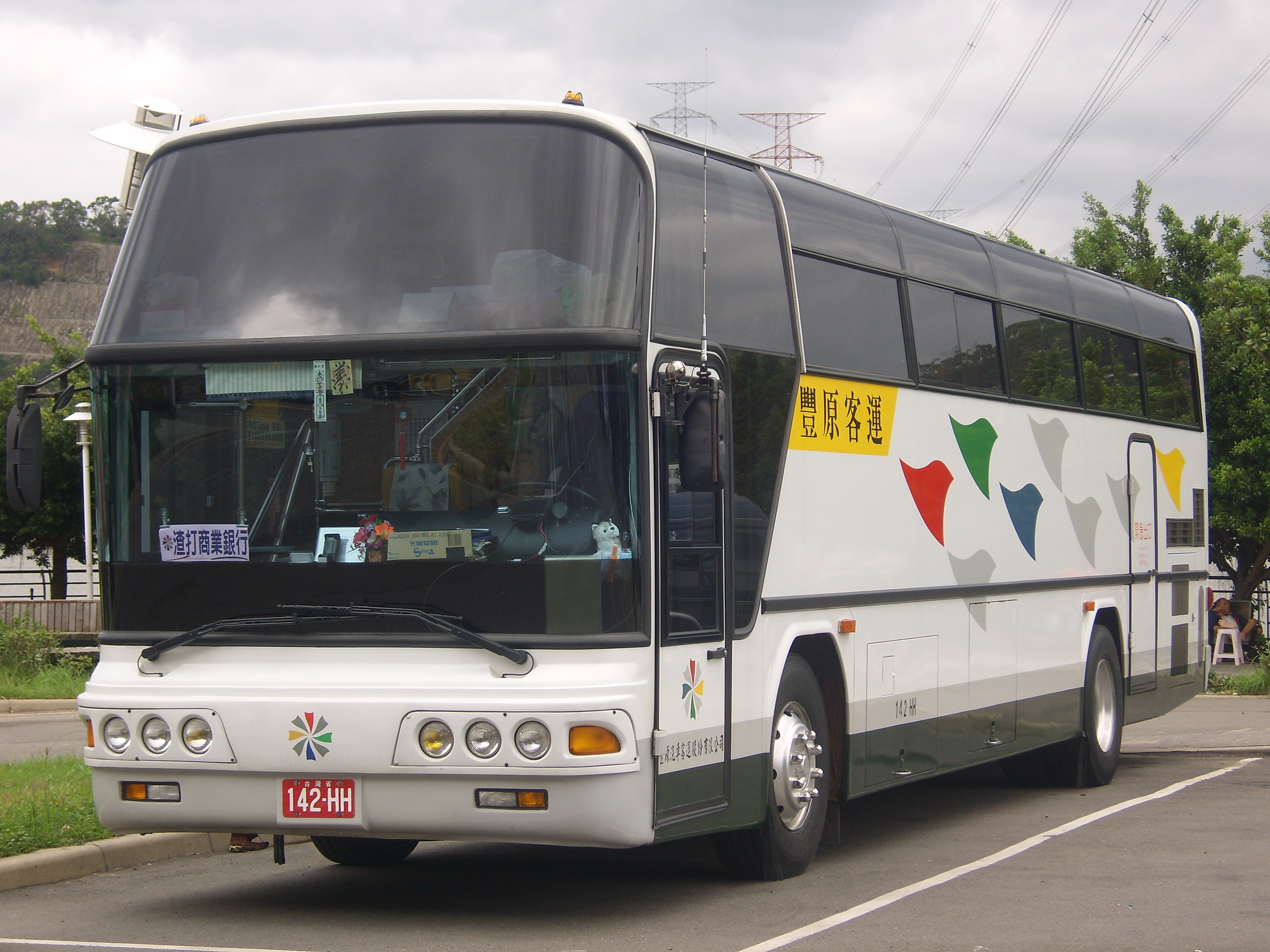
該公司採用的標準塗裝，本車為鉅巃打造之ERK1JRL。
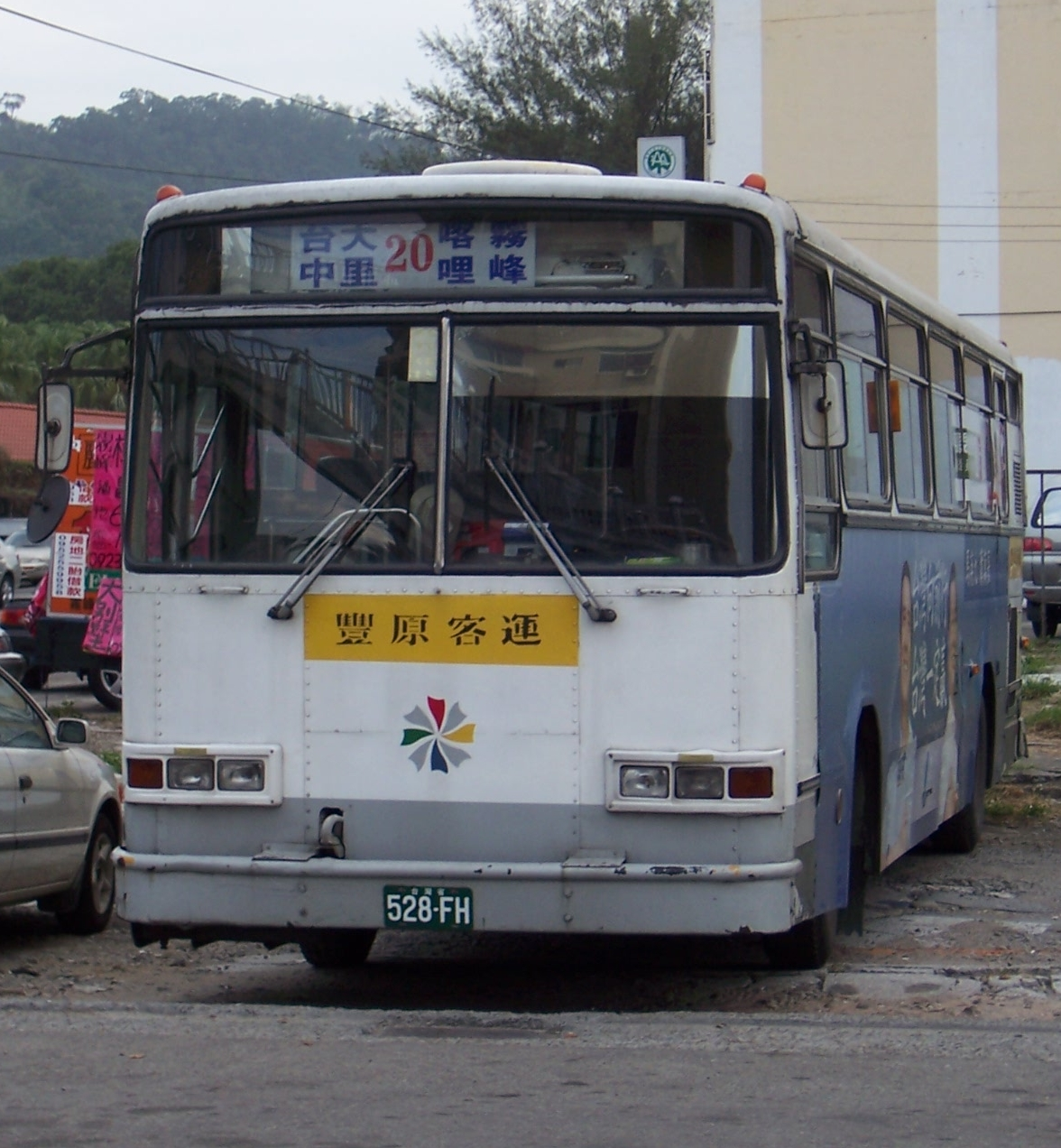
一輛停放在霧峰的20路（公司自訂編號，今中台灣客運281路），此車是採購自台北客運之HINO LRK二手車。
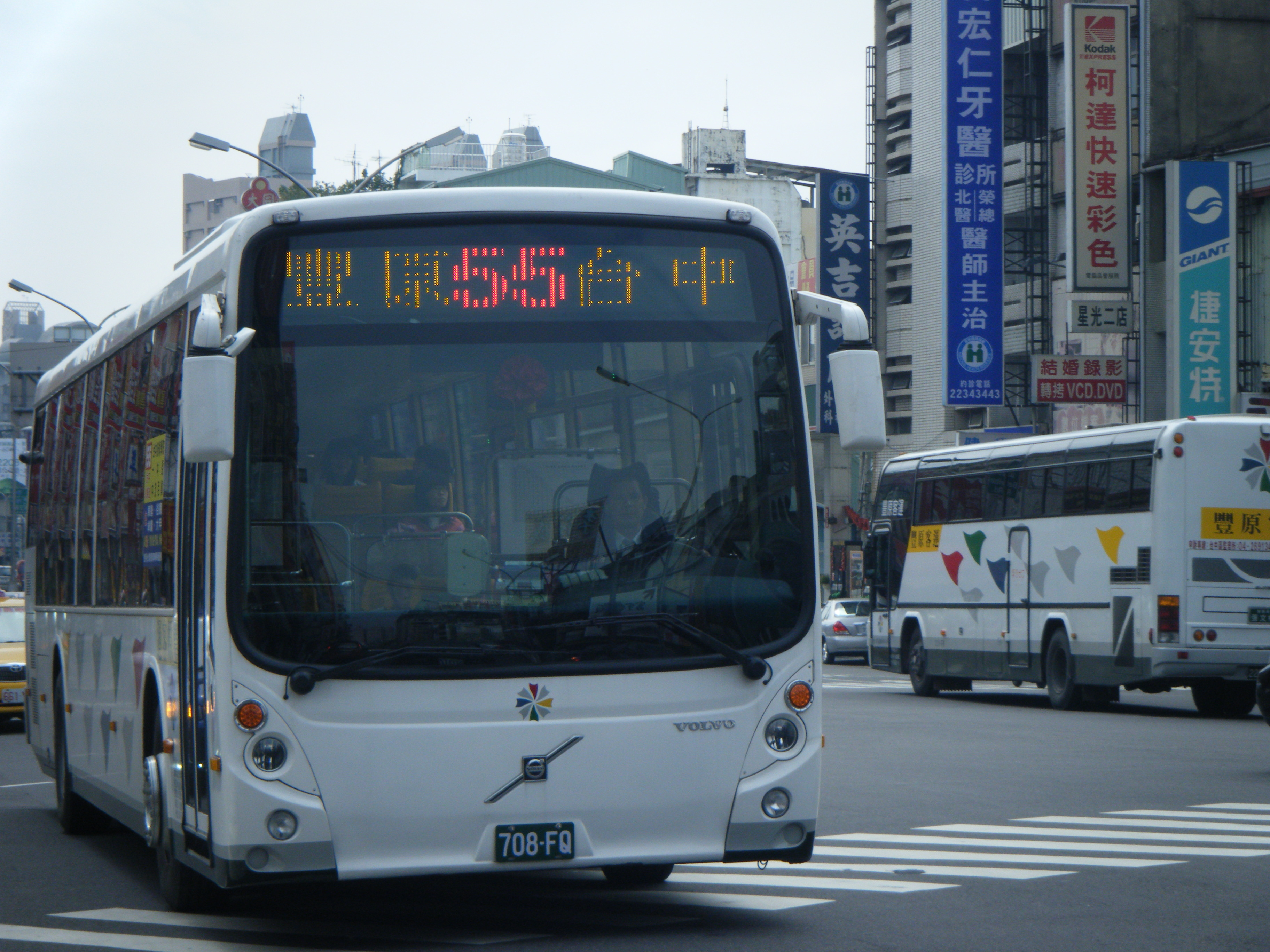
豐原客運Volvo白金剛低底盤公車
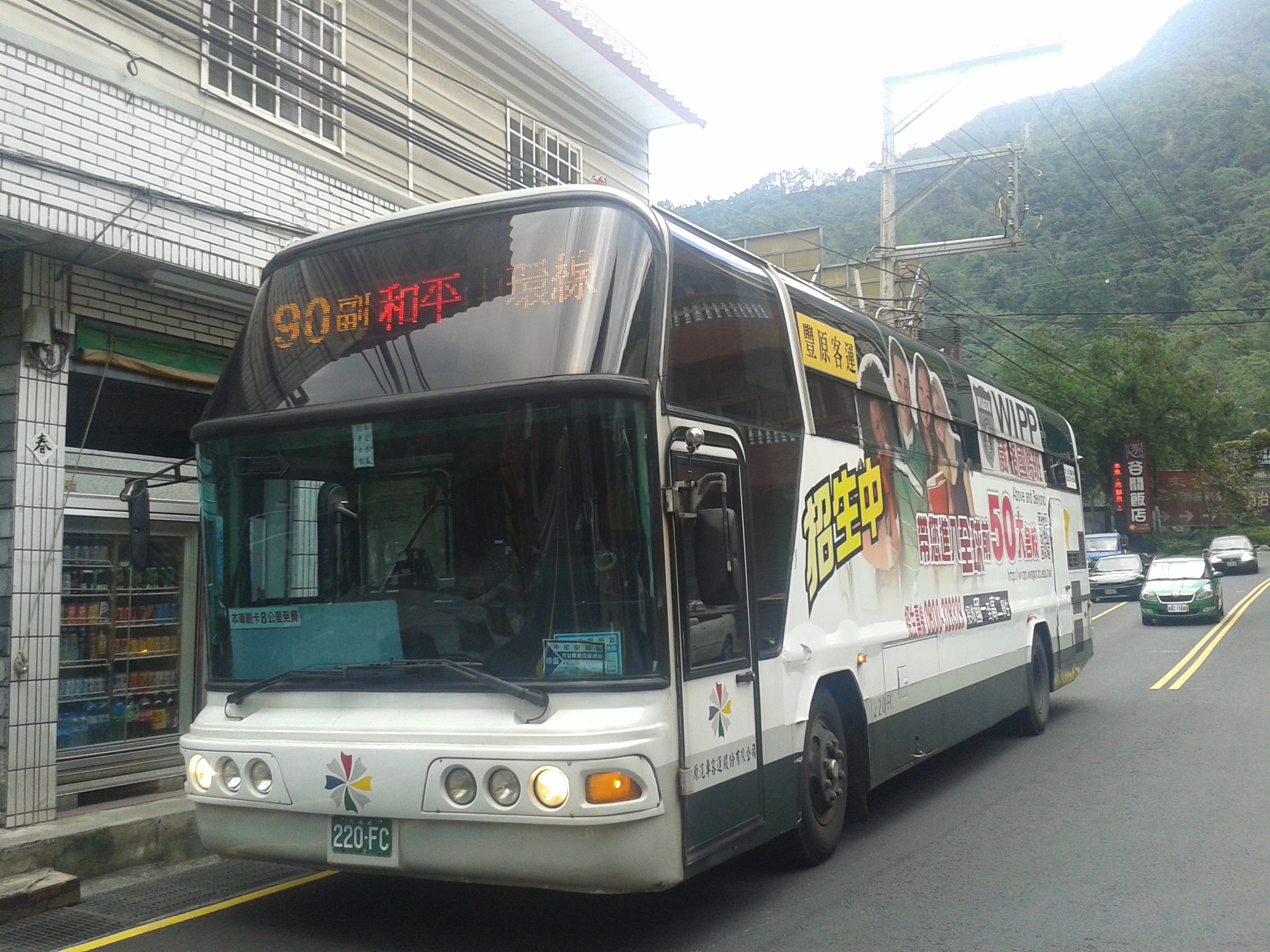
豐原客運台中市公車90路副線
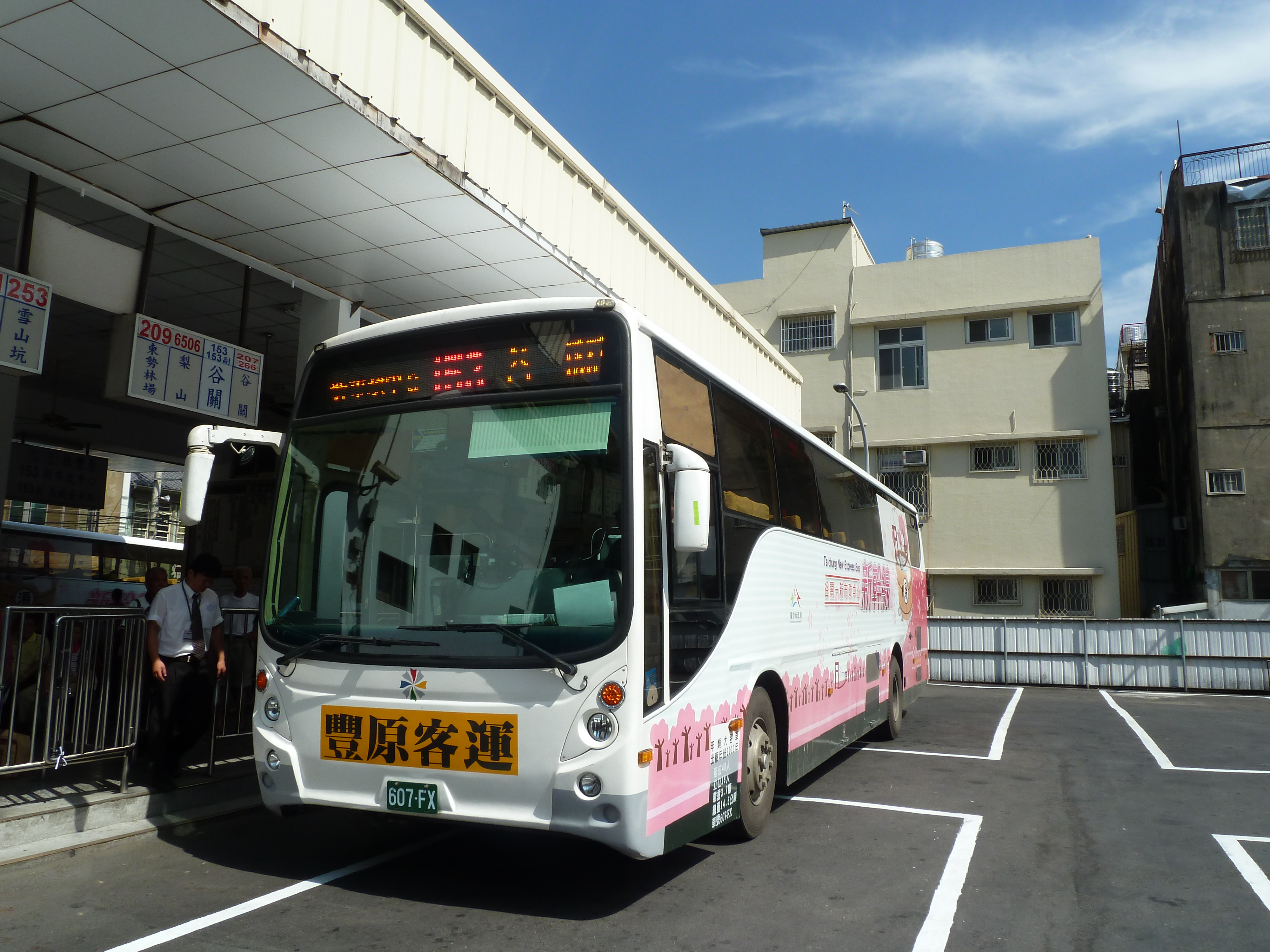
豐原客運台中市公車153路
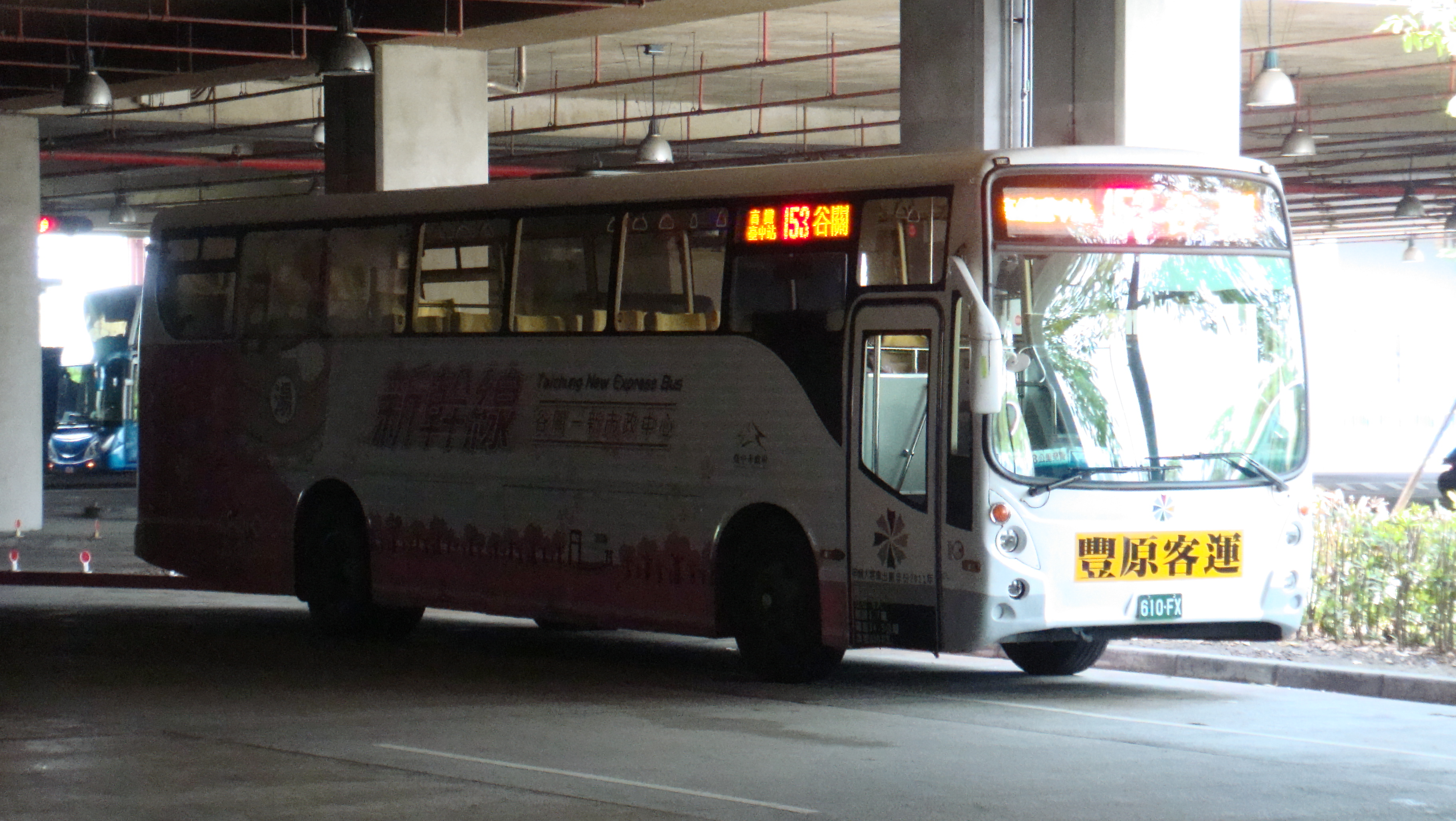
豐原客運台中市公車153路副線
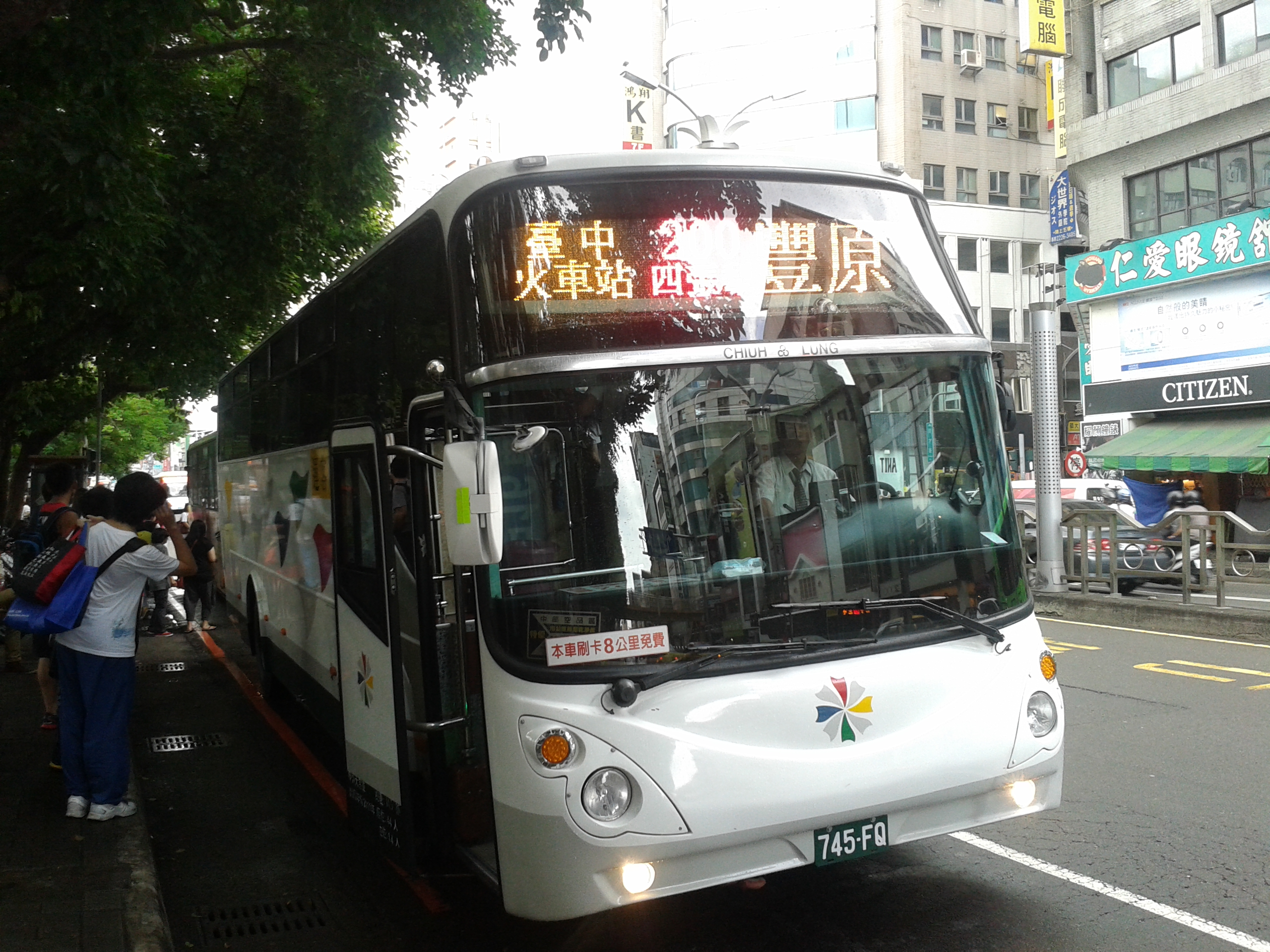
豐原客運台中市公車200路（後更改為「台中市公車771路」，現已停駛）。
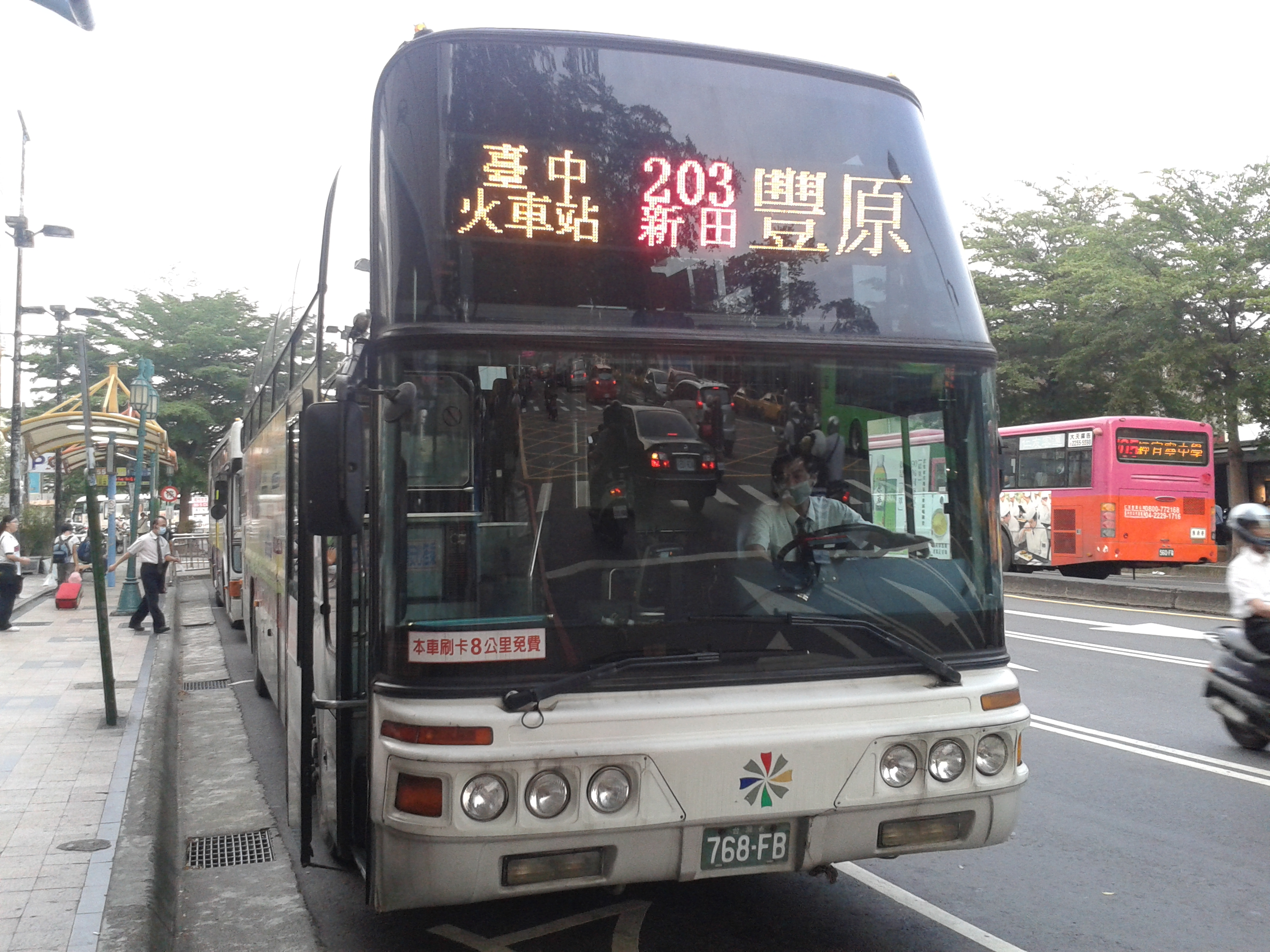
豐原客運台中市公車203路
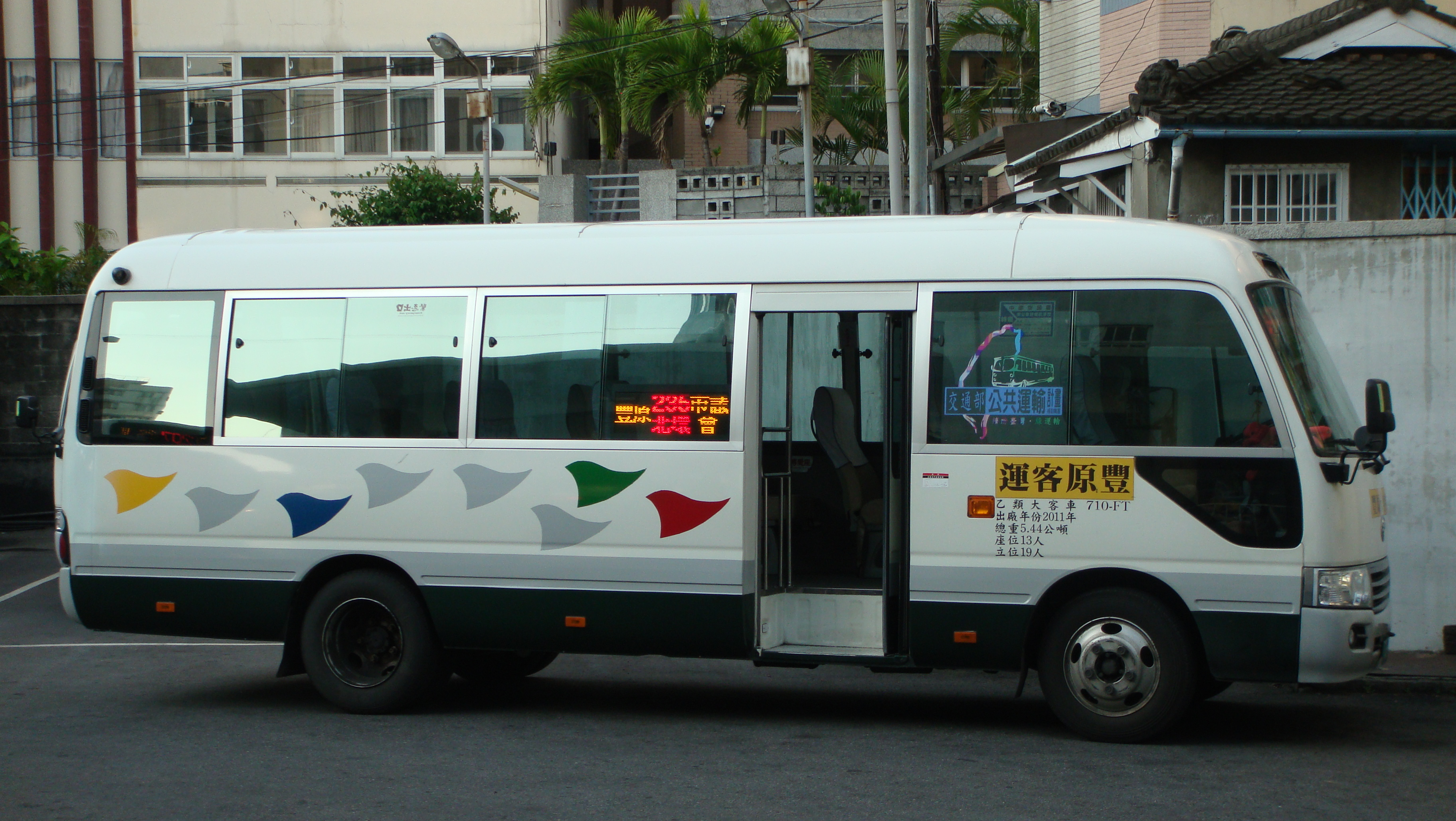
豐原客運台中市公車235路北環
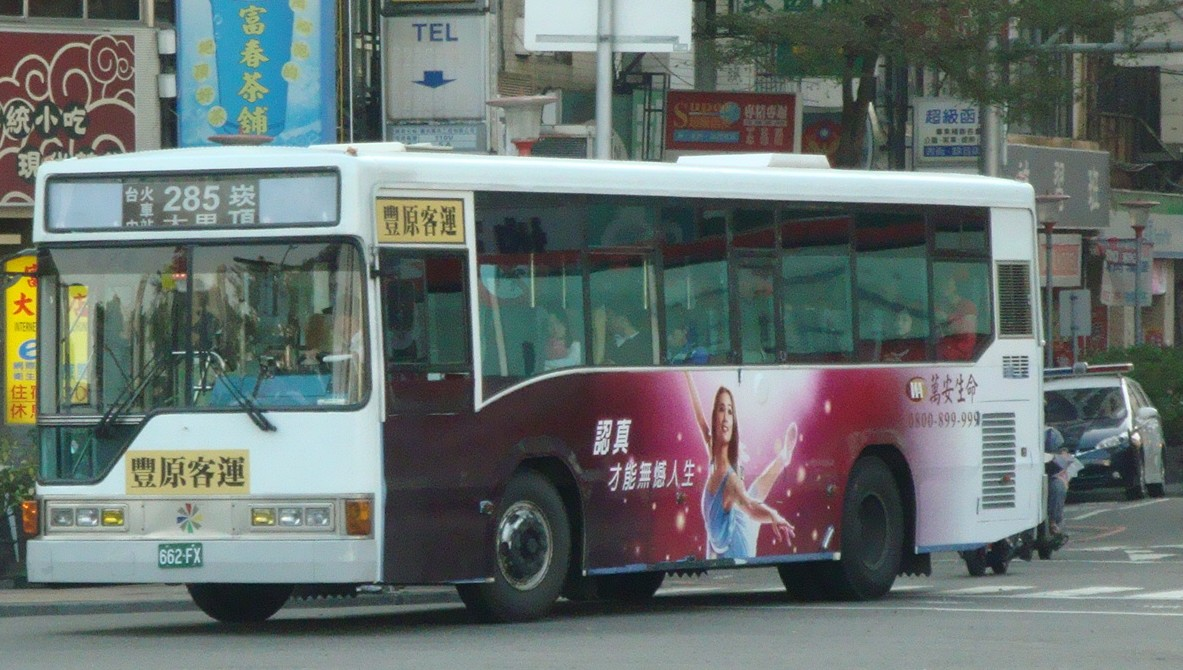
豐原客運台中市公車285路二手車（現由東南客運營運）。
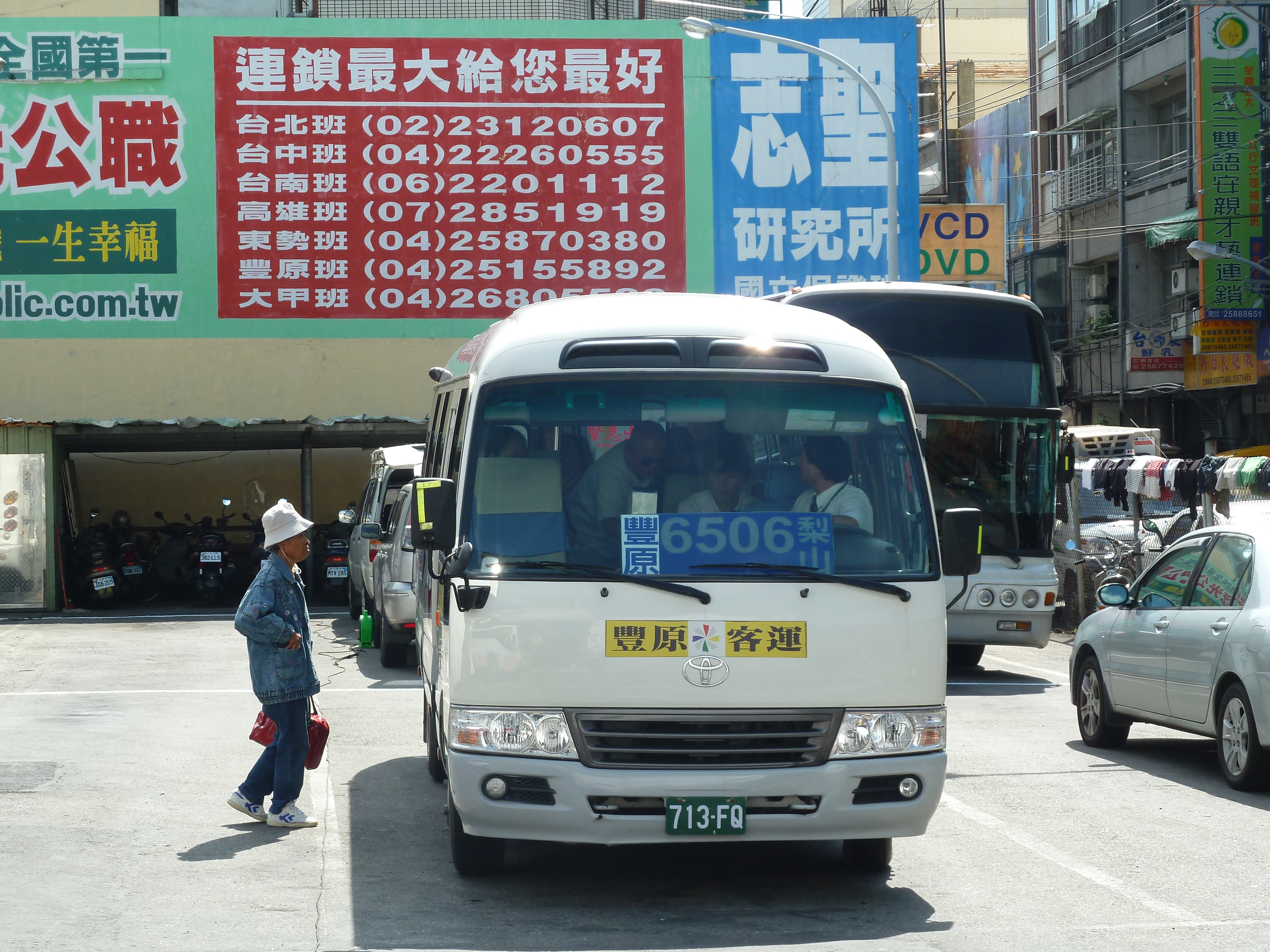
豐原客運營運公路客運6506線（現865路）
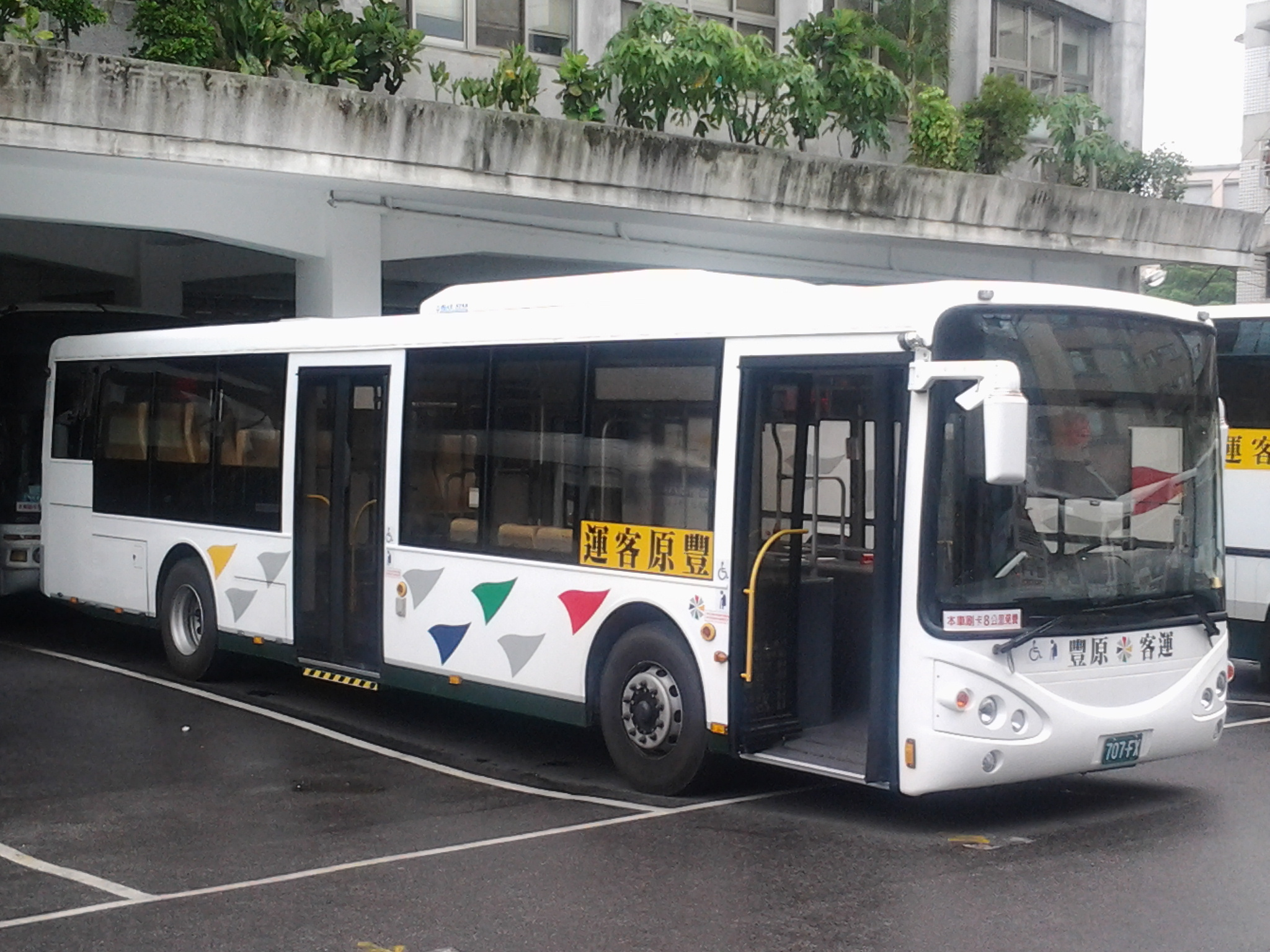
停在豐原總站的申沃低地板公車
豐原客運遊覽部於2022年引進由鉅巃車體打造的Hino RM1ASXU-ZSF氣墊巴士

## 外部連結
- 豐原客運（页面存档备份，存于）
- 臺中市公車動態暨路網轉乘系統Archive.today的存檔，存档日期2012-12-22
- 監理站車齡查詢（页面存档备份，存于）